# Back to Black (película)
Back to Black es una película biográfica dirigida por Sam Taylor-Johnson y escrita por Matt Greenhalgh. Está basada en la vida de la cantautora británica Amy Winehouse y está protagonizada por Marisa Abela en el papel principal, mientras que Jack O'Connell, Eddie Marsan, Juliet Cowan y Lesley Manville coprotagonizan.
Tras la muerte de Winehouse en 2011, varios cineastas intentaron crear proyectos biográficos, pero ninguno de ellos progresó. En 2018, los herederos de Winehouse anunciaron que habían firmado un acuerdo para una película biográfica sobre su vida y carrera. Para julio de 2022, StudioCanal UK avanzó con la producción y el rodaje comenzó en Londres en enero de 2023.
Fue estrenada en Reino Unido el 12 de abril de 2024, seguido de un estreno en Estados Unidos el 17 de mayo de 2024.

## Sinopsis
La película profundiza en la vida y la carrera de Winehouse, comenzando con sus primeros días a principios de la década de 2000 como música de jazz del norte de Londres y culminando en su ascenso a la fama como cantante ganadora de un Grammy con éxitos como "Rehab" y "Back to Black".

## Reparto
| Actor           | Personaje                        |
| --------------- | -------------------------------- |
| Marisa Abela    | Amy Winehouse                    |
| Jack O'Connell  | Blake Fielder-Civil              |
| Eddie Marsan    | Mitch Winehouse                  |
| Juliet Cowan    | Janis Collins-Winehouse          |
| Lesley Manville | Cynthia Winehouse                |
| Sam Buchanan    | Nick Shymansky                   |
| Harley Bird     | Juliette Ashby                   |
| Ansu Kabia      | Raye Cosbert                     |
| Ryan O'Doherty  | Chris Taylor                     |
| Spike Fearn     | Tyler James                      |
| Jeff Tunke      | Mark Ronson (escenas eliminadas) |

## Producción

### Desarrollo
Después de la muerte de Winehouse en 2011, los cineastas intentaron crear una película biográfica con varios proyectos, pero ninguno avanzó. Un proyecto incluyó uno en 2015 de Lotus Entertainment con Noomi Rapace elegida para protagonizar. En octubre de 2018, se anunció que los herederos de Winehouse habían firmado un acuerdo para hacer una película biográfica sobre su vida y carrera. En julio de 2022, Deadline Hollywood informó que StudioCanal UK estaba avanzando con un largometraje titulado Back to Black que retrata la vida y la carrera musical de Winehouse. Sam Taylor-Johnson dirigiría a partir de un guion de Matt Greenhalgh. La película cuenta con muchas de las canciones de Winehouse de Universal Music Group y Sony Music Publishing. La cinta es una coproducción estadounidense y británica con StudioCanal UK, Focus Features y Monumental Pictures.

### Casting
En enero de 2023, se informó que Marisa Abela interpretaría a Winehouse. Jack O'Connell, Eddie Marsan y Lesley Manville se agregaron al elenco más tarde ese mes. O'Connell interpreta Blake Fielder-Civil, el esposo de Amy de 2007 a 2009. Marsan y Manville interpretan al padre y la abuela de Amy, Mitch Winehouse y Cynthia Winehouse, respectivamente. Juliet Cowan interpreta a la madre de Amy, Janis Winehouse-Collins.

### Rodaje
La fotografía principal comenzó en enero de 2023 en Londres, con Polly Morgan como directora de fotografía. Las escenas se filmaron en el Ronnie Scott's Jazz Club, a las afueras del primer apartamento de Winehouse en Camden Town y en Primrose Hill. En febrero, se rodaron escenas dentro de los Metropolis Studios en Chiswick. Del 13 al 18 de marzo, la producción se trasladó a Fitzrovia para filmar escenas en la Plaza Fitzroy. A la semana siguiente, Abela y O'Connell filmaron escenas en el zoológico de Londres.

### Música
Back to Black presenta muchas de las canciones de Winehouse de Universal Music Group y Sony Music Publishing, con la voz de Abela durante toda la película. Nick Cave y Warren Ellis compusieron la música de la película, mientras que Giles Martin actuó como productor musical.
En marzo de 2024, se anunció una banda sonora recopilatoria de las grabaciones originales de Winehouse junto con temas de sus inspiraciones como Dinah Washington, Minnie Riperton y The Shangri-Las. Sus voces aparecen en la película. Incluye una nueva canción de Nick Cave, "Song for Amy".

## Estreno
Back to Black es distribuida por Focus Features en los Estados Unidos (EE. UU.), y su empresa matriz, Universal Pictures, distribuye internacionalmente, excluyendo el Reino Unido, Francia, Alemania, Australia, Nueva Zelanda, Benelux, Escandinavia y Polonia. Fue estrenada por StudioCanal en el Reino Unido y Polonia el 12 de abril de 2024, seguido de Alemania, Australia y los Países Bajos el 18 de abril, y Francia y Nueva Zelanda la semana siguiente. Focus Features programó el estreno de la película en los EE. UU. el 17 de mayo de 2024.